# Edmund Dudley

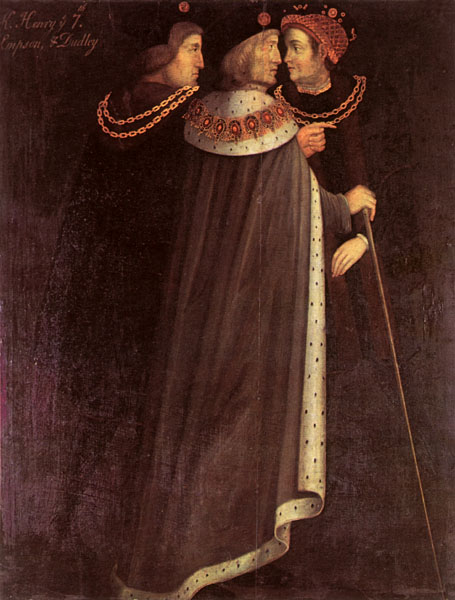
John Dudley (rechts) met koning Hendrik VII van Engeland (midden) en Richard Empson (links).

Edmund Dudley (circa 1462 - Londen, 17 augustus 1510) was financieel adviseur van koning Hendrik VII van Engeland, voorzitter van het Parlement van Engeland en voorzitter van de Koninklijke Raad.

## Levensloop
Sir Edmund Dudley was de zoon van Sir John Dudley, heer van Atherington, uit diens huwelijk met Elizabeth Bramshott. Na studies aan de Universiteit van Oxford en in Gray's Inn werd hij opgemerkt door koning Hendrik VII en op zijn 23ste was hij al diens privéadviseur. In 1492 hielp hij de Vrede van Étaples met Frankrijk te onderhandelen en al snel steunde hij de koning bij het controleren van de wetteloosheid bij de baronnen. Samen met Richard Empson was hij een prominent lid van de Council Learned of the Law, een speciaal tribunaal dat tijdens het bewind van Hendrik VII de schulden aan de koning inde, obligaties opvroeg als borgstelling en verdere financiële instrumenten gebruikte tegen hoge en rijke edelen.
In 1491 werd hij voor de kieskring Lewes verkozen in het Parlement van Engeland en vanaf 1495 was hij er knight of the share namens Sussex. In 1504 werd Dudley verkozen tot parlementsvoorzitter. Terwijl hij het geld van de koning beheerde, werd Dudley een rijk man met landgoederen in Sussex, Dorset en Lincolnshire. Na de dood van koning Hendrik VII in 1509 werd hij gearresteerd op verdenking van verraad. Dudley werd ervan beschuldigd dat hij tijdens de laatste ziekte van Hendrik VII zijn vrienden had opgeroepen om na de dood van de koning in opstand te komen, maar de echte reden voor zijn rechtszaak was de onpopulariteit die hij als financieel adviseur van de koning had verworven. Hij werd gearresteerd en maakte plannen om uit de Tower te ontsnappen, maar zag daarvan af in de verwachting dat hij vrijgesproken zou worden. Niettemin stelde hij in de gevangenis zijn testament op. Dudley en zijn collega Richard Empson werden ter dood veroordeeld en op 17 augustus 1510 onthoofd op Tower Hill.
Tijdens zijn gevangenschap probeerde Dudley de gunst van koning Hendrik VIII te winnen door de verhandeling The Tree of Commonwealth te schrijven, waarin hij een pleidooi hield voor de absolute monarchie. Het document zou Hendrik VIII nooit bereiken, maar er bleven wel verschillende manuscripten bewaard, die vermoedelijk waren opgesteld in opdracht van zijn zoon John Dudley en kleinzoon Robert Dudley.

## Huwelijken en nakomelingen
Rond 1494 huwde hij met zijn eerste echtgenote Anne Windsor, zus van baron Andrew Windsor. Ze kregen een dochter:
- Elizabeth (1500-?), huwde met baron William Stourton

Tussen 1500 en 1503 huwde hij met zijn tweede echtgenote Elizabeth Grey (1480-1525), dochter van Edward Grey, burggraaf Lisle. Ze kregen drie kinderen:
- John Dudley (1504-1553), hertog van Northumberland
- Andrew Dudley (1507-1559), Engels soldaat en diplomaat
- Jerome (overleden na 1555), mentaal en fysiek gehandicapt

- CiNii: DA12050877
- Gemeinsame Normdatei: 103155104
- International Standard Name Identifier: 0000 0000 2534 867X
- Library of Congress Control Number: n85055841
- Nationale Bibliotheek van Israël: 987007272001805171
- Nederlandse Thesaurus van Auteursnamen: 119482835
- Réseau des bibliothèques de Suisse occidentale: 02-A008665069
- Système universitaire de documentation: 090354613
- Virtual International Authority File: 59493674
- WorldCat: E39PBJfX46r8wDQRB4rd6gptrq